# Neowerdermannia vorwerkii
Neowerdermannia vorwerkii là một loài thực vật có hoa trong họ Cactaceae. Loài này được Frić mô tả khoa học đầu tiên năm 1930.

## Hình ảnh

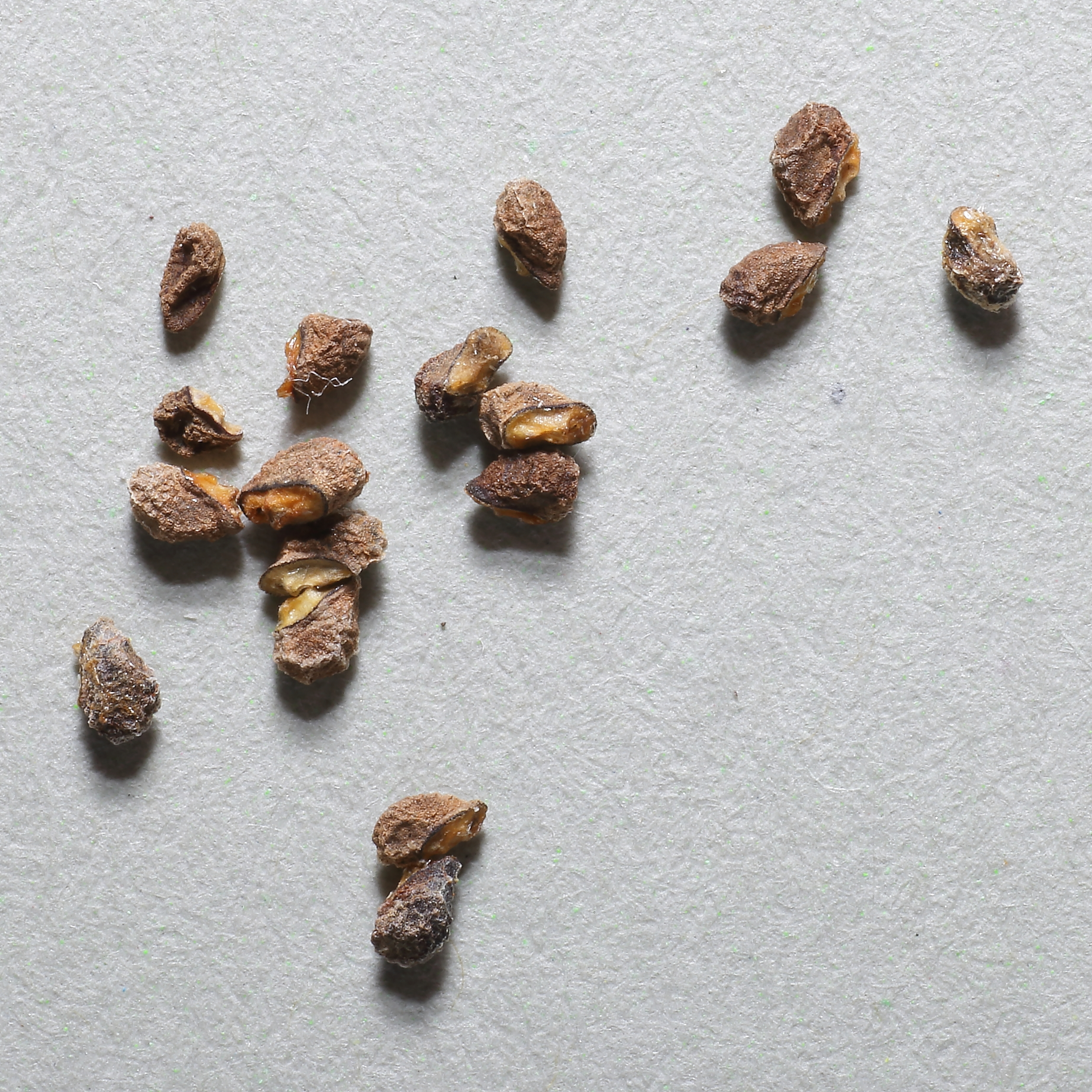